# Saint-Cyprien (Loira)
Saint-Cyprien és un municipi francès situat al departament del Loira i a la regió d'Alvèrnia-Roine-Alps. L'any 2007 tenia 2.352 habitants.

## Economia
El 2007 la població en edat de treballar era de 1.590 persones, 1.164 eren actives i 426 eren inactives. De les 1.164 persones actives 1.085 estaven ocupades (590 homes i 495 dones) i 79 estaven aturades (30 homes i 49 dones). De les 426 persones inactives 132 estaven jubilades, 153 estaven estudiant i 141 estaven classificades com a «altres inactius».

### Ingressos
El 2009 a Saint-Cyprien hi havia 833 unitats fiscals que integraven 2.217,5 persones, la mediana anual d'ingressos fiscals per persona era de 19.560 €.

### Activitats econòmiques
Dels 125 establiments que hi havia el 2007, 2 eren d'empreses extractives, 2 d'empreses alimentàries, 4 d'empreses de fabricació de material elèctric, 19 d'empreses de fabricació d'altres productes industrials, 24 d'empreses de construcció, 26 d'empreses de comerç i reparació d'automòbils, 10 d'empreses de transport, 3 d'empreses d'hostatgeria i restauració, 2 d'empreses d'informació i comunicació, 2 d'empreses financeres, 7 d'empreses immobiliàries, 11 d'empreses de serveis, 5 d'entitats de l'administració pública i 8 d'empreses classificades com a «altres activitats de serveis».
Dels 36 establiments de servei als particulars que hi havia el 2009, 7 eren tallers de reparació d'automòbils i de material agrícola, 4 paletes, 7 guixaires pintors, 1 fusteria, 6 lampisteries, 3 electricistes, 1 empresa de construcció, 3 perruqueries, 2 agències immobiliàries, 1 tintoreria i 1 saló de bellesa.
Dels 4 establiments comercials que hi havia el 2009, 1 era un supermercat, 1 una gran superfície de material de bricolatge i 2 fleques.
L'any 2000 a Saint-Cyprien hi havia 16 explotacions agrícoles que ocupaven un total de 162 hectàrees.

## Demografia

### Població
El 2007 la població de fet de Saint-Cyprien era de 2.352 persones. Hi havia 863 famílies de les quals 156 eren unipersonals (80 homes vivint sols i 76 dones vivint soles), 266 parelles sense fills, 373 parelles amb fills i 68 famílies monoparentals amb fills.
La població ha evolucionat segons el següent gràfic:
Habitants censats

### Habitatges
El 2007 hi havia 931 habitatges, 872 eren l'habitatge principal de la família, 28 eren segones residències i 31 estaven desocupats. 742 eren cases i 158 eren apartaments. Dels 872 habitatges principals, 642 estaven ocupats pels seus propietaris, 218 estaven llogats i ocupats pels llogaters i 11 estaven cedits a títol gratuït; 19 tenien una cambra, 38 en tenien dues, 133 en tenien tres, 275 en tenien quatre i 407 en tenien cinc o més. 776 habitatges disposaven pel capbaix d'una plaça de pàrquing. A 353 habitatges hi havia un automòbil i a 479 n'hi havia dos o més.

### Piràmide de població
La piràmide de població per edats i sexe el 2009 era:
| Homes | Edats   | Dones |
| ----- | ------- | ----- |
| 0     | 95 o +  | 0     |
| 0     | 90 a 94 | 12    |
| 8     | 85 a 89 | 0     |
| 8     | 80 a 84 | 8     |
| 20    | 75 a 79 | 12    |
| 20    | 70 a 74 | 44    |
| 40    | 65 a 69 | 32    |
| 44    | 60 a 64 | 32    |
| 56    | 55 a 59 | 52    |
| 68    | 50 a 54 | 72    |
| 96    | 45 a 49 | 68    |
| 84    | 40 a 44 | 120   |
| 92    | 35 a 39 | 60    |
| 72    | 30 a 34 | 100   |
| 64    | 25 a 29 | 56    |
| 52    | 20 a 24 | 48    |
| 92    | 15 a 19 | 84    |
| 76    | 10 a 14 | 92    |
| 88    | 5 a 9   | 104   |
| 68    | 0 a 4   | 48    |

## Equipaments sanitaris i escolars
L'únic equipament sanitari que hi havia el 2009 era una farmàcia.
El 2009 hi havia 1 escola maternal i 1 escola elemental.

## Poblacions més properes
El següent diagrama mostra les poblacions més properes.